# Journal of Analytical and Applied Pyrolysis
Journal of Analytical and Applied Pyrolysis (abrégé en J. Anal. Appl. Pyrolysis) est une revue scientifique à comité de lecture qui publie articles de revue dans le domaine des techniques de pyrolyse.
D'après le Journal Citation Reports, le facteur d'impact de ce journal était de 3,564 en 2014. Actuellement, les directeurs de publication sont M. Blazsó, D. Fabbri et K. J. Voorhees.